# Charles et Léo
Albums de Jean-Louis Murat
Taormina
(2006) Tristan
(2008)
Charles et Léo est un album musical de Jean-Louis Murat sorti sur le label V2 Records et paru en 2007. Il s'agit d'un album de reprises sur les chansons de Léo Ferré, avec les poèmes de Charles Baudelaire.

## Liste des titres de l'album

### Disque
1. Sépulture
2. Avec ses vêtements [...]
3. La Fontaine de sang
4. L'Héautontimorouménos
5. L'Horloge
6. Le Guignon
7. Madrigal triste
8. La Cloche fêlée
9. L'Examen de minuit
10. Bien loin d'ici
11. Je n'ai pas oublié [...]
12. À une mendiante rousse

Le CD est accompagné par un DVD de live enregistrés à la coopérative de Mai, piano, voix. J-L Murat reprend avec les chansons du présents album, Réversibilité qui figure sur l'album Dolorès et Petite de Léo Ferré.

## Musiciens ayant participé à l'album
- Jean-Louis Murat: chant, guitare
- Morganne imbeaud: Cœurs
- Denis Clavaizolle: Piano et arrangements
- Christophe Pie et  Stéphane Mikaëlian: batterie